# فرجينيا ريتشموند رينولدز
فرجينيا ريتشموند رينولدز (بالإنجليزية: Virginia Richmond Reynolds)‏ هي رسامة أمريكية، ولدت في 1866 في شيكاغو في الولايات المتحدة، وتوفيت في 1903 في ليك جنيف في الولايات المتحدة بسبب انسداد وعائي.